# Frederik Lodewijk van Mecklenburg-Schwerin

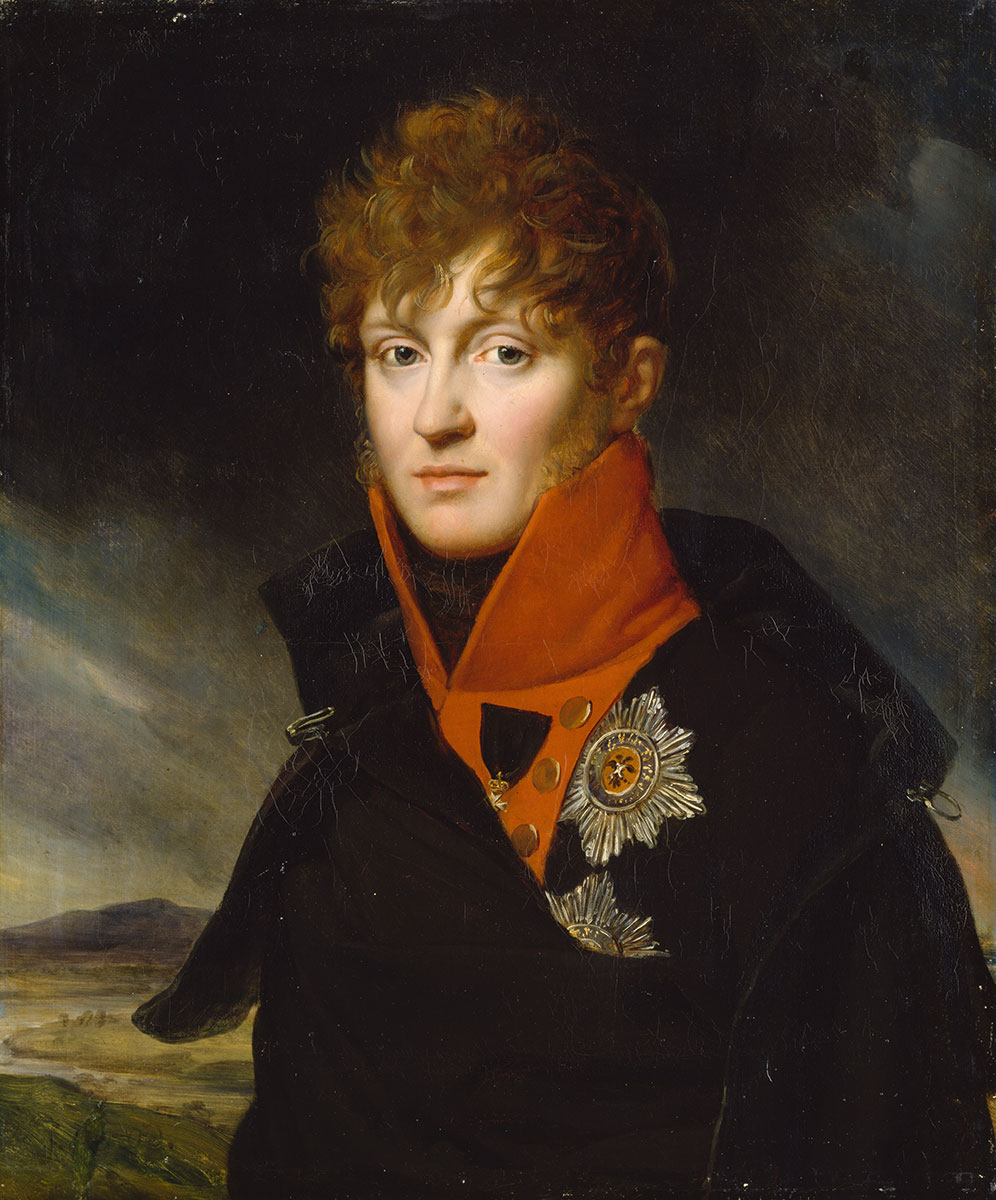
Portret van Frederik Lodewijk van Mecklenburg-Schwerin door François Gérard, 1807.

Frederik Lodewijk van Mecklenburg-Schwerin (Ludwigslust, 13 juni 1778 - aldaar, 29 november 1819) was van 1785 tot 1815 erfprins en van 1815 tot aan zijn dood erfgroothertog van Mecklenburg-Schwerin. Hij behoorde tot het huis Mecklenburg.

## Levensloop
Frederik Lodewijk was de oudste zoon van hertog en later groothertog Frederik Frans I van Mecklenburg-Schwerin uit diens huwelijk met Louise van Saksen-Gotha-Altenburg, dochter van prins Johan August van Saksen-Gotha-Altenburg. Na de troonsbestijging van zijn vader werd hij in 1785 erfprins van Mecklenburg-Schwerin.
Nadat hij op 30 september 1792 zijn vormsel had ontvangen, studeerde de erfprins tot in 1795 aan de Universiteit van Rostock. Nadien maakte hij onder begeleiding van zijn gouverneur Friedrich Wilhelm von Lützow een lange opleidingsreis door Midden-Duitsland, Oostenrijk en Beieren. Op zijn negentiende verjaardag kreeg hij een eigen hofhouding en in 1797 begon Frederik Lodewijk zijn militaire opleiding. Op 15 november dat jaar werd hij bevorderd tot luitenant-generaal en kwam hij aan het hoofd van een eigen regiment. De erfprins had echter beperkte militaire vaardigheden en al gauw werd duidelijk dat hij meer getalenteerd was in politiek en diplomatie.
In 1806 werd Mecklenburg-Schwerin veroverd door het Franse leger en op 22 december dat jaar moesten Frederik Lodewijk en zijn familie hun landerijen verlaten. Ze vonden een nieuw onderkomen in Hamburg-Altona, dat toen bezet werd door de Denen. Na de Vrede van Tilsit kon de familie in juli 1807 terugkeren naar Mecklenburg-Schwerin.
Nog voor de Franse bezetting was de erfprins benoemd tot voorzitter van het Hertogelijke Kamer- en Vorstencollege en in december 1808 werd hij ook minister van Financiën. Beide titels behield hij tot aan zijn dood in 1819. Tijdens de Napoleontische periode was hij ook zeer actief als diplomaat. Toen zijn vader zich voor Zweeds-Pommeren begon te interesseren, reisde hij naar Parijs en ook naar de door Napoleon bijeengeroepen vorstendag in Erfurt. In september 1808 overhandigde hij aan de Russische minister van Buitenlandse Zaken Nikolaj Roemjantsev een memorandum waarin hij de rang- en vergoedingswensen van zijn familie opsomde. Doel van de memo was om tsaar Alexander I van Rusland bij Napoleon te laten interveniëren, aangezien het bezoek van de erfprins aan de Franse keizer in Parijs niet het gewenste effect had. De diplomatieke pogingen om Zweeds-Pommeren te verwerven duurden tot in 1813, maar bleven uiteindelijk zonder gevolg.
Tijdens de Duitse bevrijdingsoorlog commandeerde Frederik Lodewijk de Mecklenburgse landweer en van februari tot april 1814 de vierde Zweedse divisie van het Noordleger. Na de val van Napoleon werd het Congres van Wenen gehouden, waaraan Frederik Lodewijk deelnam en waar tsaar Alexander I van Rusland kon bekomen dat Frederik Lodewijks vader tot groothertog van Mecklenburg-Schwerin werd bevorderd.
Frederik Lodewijk zelf zou nooit groothertog van Mecklenburg-Schwerin worden. De 41-jarige erfgroothertog stierf in november 1819 in Ludwigslust, achttien jaar voor zijn vader. Hij werd bijgezet in het Helena Pawlowna-mausoleum in Ludwigslust, dat hij had laten bouwen ter ere van zijn eerste, vroegtijdig overleden, echtgenote. Delen van de bibliotheek van erfprins Frederik Lodewijk worden bewaard in de Universiteitsbibliotheek van Rostock.

## Huwelijken en nakomelingen
Op 22 oktober 1799 huwde hij in Gatsjina met de Russische grootvorstin Helena Paulowna (1784-1803), dochter van tsaar Paul I van Rusland. Ze kregen twee kinderen:
- Paul Frederik (1800-1842), groothertog van Mecklenburg-Schwerin
- Marie Louise Frederika (1803-1862), huwde in 1825 met hertog George van Saksen-Altenburg

Op 1 juli 1810 hertrouwde hij in Weimar met Caroline Louise (1786-1816), dochter van groothertog Karel August van Saksen-Weimar-Eisenach. Uit dit huwelijk werden drie kinderen geboren:
- Albert (1812-1834)
- Helena (1814-1858), huwde in 1837 met Ferdinand Filips van Orléans, kroonprins van Frankrijk.
- Magnus (1815-1816)

Op 3 april 1818 huwde Frederik Lodewijk nog een derde keer. De bruid was ditmaal Augusta Frederika (1776-1871), dochter van landgraaf Frederik V van Hessen-Homburg. Dit huwelijk bleef kinderloos.
Ook kreeg hij in 1808 een buitenechtelijke zoon uit zijn affaire met Luise Charlotte Ahrens: Friedrich Eduard Carl, de stamvader van de familie Plüschow.
- Gemeinsame Normdatei: 120438712
- International Standard Name Identifier: 0000 0000 4261 6250
- Library of Congress Control Number: nb2004020895
- Virtual International Authority File: 8218060
- WorldCat: E39PBJmDkfYBqfKkqQ7FbTjQv3